# رحمت‌الله حافظی
رحمت‌الله حافظی (زاده‌ ۳۰ شهریور ۱۳۴۳ اصفهان) پزشک و سیاستمدار ایرانی است که‌ عضو شورای شهر تهران در دوره چهارم بود و با وجود درخواست اصلاح طلبان، از شرکت در انتخابات شورای شهر سال ۱۳۹۶ خودداری کرد.
حافظی متخصص طب فیزیکی و توانبخشی است. او به مدت ۱۸ ماه مدیریت عامل سازمان تأمین اجتماعی را بر عهده داشت. نظرات او در مورد مسایل مربوط به تأمین اجتماعی مورد توجه رسانه‌ها است.
رحمت‌الله حافظی در دولت نهم معاونت توسعه مدیریت و منابع وزارت بهداشت، درمان و آموزش پزشکی را برعهده داشت. سپس مدیرعامل سازمان بیمه خدمات درمانی شد. او در مرداد ۱۳۸۹ با حکم صادق محصولی وزیر رفاه و تأمین اجتماعی به ریاست تأمین اجتماعی منصوب شد. در دی ۱۳۹۰ به دلیل اقدام برای اجرای نظام ارجاع و پزشک خانواده برای جامعه تحت پوشش سازمان تامین اجتماعی تحت عنوان "پزشک امین" و مخالفت دکتر وحید دستجردی وزیر وقت وزارت بهداشت با با اجرای این طرح، برکنار شد.
متولد سال ۱۳۴۳ اصفهان است. وی دارای مدرک دکترای تخصصی طب فیزیکی و توانبخشی از دانشگاه علوم پزشکی شیراز است. از سمت‌های حافظی باید به معاونت اجرایی و پشتیبانی دبیرخانه مجمع تشخیص مصلحت نظام و همچنین عضو هیئت علمی دانشگاه علوم پزشکی بقیةالله و دانشگاه علوم پزشکی شهید بهشتي اشاره کرد. او در چهارمین دوره انتخابات شورای شهر تهران، در لیست آبادگران ایران اسلامی قرار داشته و به شورای شهر تهران راه پیدا کرد.
حافظی در دو سال آخر دوره چهارم در انتخابات هیئت رئیسه شورا رای ممتنع داد.
وی بر خلاف سایر اعضای شورای شهر تهران خصوصاً اعضای اصولگرا، به تشریح وقوع برخی از تخلفات در عملکرد شورای شهر تهران و شهرداری تهران پرداخت که عصبانیت اعضای شورای شهر تهران را در پی داشت. درگیری لفظی وی با امانی، معاون شهردار تهران و مدیر عامل مترو در ۱۳ تیر ۱۳۹۶ رسانه ای شد. رحمت‌الله حافظی در یک توییت در توییتر علیه همسر قالیباف و بیمارستان دکتر سمیعی، خطاب به قالیباف نوشت واگذاری ۴۹۶۰۸ متر زمین در منطقه ۲۲ به خیریه‌ای که همسر قالیباف عضو هیات امناء آن‌جاست به قیمت هر متر ۱۴۹ هزار تومان از مصادیق خدمت شما به شهداست؟ این توئیت باعث انتقاداتی به مجید سمیعی شد.